# Tarachaster tenuis
Tarachaster tenuis is een zeester uit de familie Ganeriidae.
De wetenschappelijke naam van de soort werd in 1913 gepubliceerd door Walter Kenrick Fisher.